# 로버트 루이스 스티븐슨
로버트 루이스 스티븐슨(Robert Louis Stevenson, 1850년 11월 13일 ~ 1894년 12월 3일)은 스코틀랜드 출신의 소설가이다. 1883년에 쓴 해적 소설 <보물섬>이 베스트셀러가 되면서 해적활동을 낭만적인 소설의 주제로 끌어올렸으며 대중문화의 영역으로 가져왔다는 평가가 있다. <보물섬>은 훗날 여러차례 영화로 제작되기도 했다.

## 생애

### 어린 시절
스티븐슨은 스코틀랜드의 에든버러에서 태어났다. 어릴 때부터 폐병을 앓은 그는 야외와 바다, 모험을 사랑하였으며 독서를 좋아했다. 그는 스코틀랜드의 역사에 흥미를 가지기 시작했는데 그것이 그가 소설을 쓸 때 배경이 되어주었다. 1867년 18세에 그는 아버지의 직업을 이어받기 위하여 에든버러 대학교에 입학하여 공학을 공부하였으나 건강이 좋지 않아 자퇴 후에 법률을 공부하였으나, 변호 실습보다 이야기 쓰는 것을 더 좋아하였다. 1875년에 변호사가 되었다.
1870년대 중반부터 단편 소설과 수필을 펴내기 시작했다. 그가 펴낸 프랑스와 벨기에에서 카누를 타면서 여행한 경험과 관련된〈내륙 항해〉(1878년)와 이듬해 프랑스 도보여행을 다녔던 때를 묘사한〈세벤느에서 당나귀와 함께 한 여행〉은 스티븐슨의 이야기가 서투른 점이 드러났지만, 품위있고 매력적인 수필로 유명해지는 계기가 되었다.
《신 아라비안 나이트》를 발표하고, 그 후 《젊은이를 위하여》,《보물섬》,《지킬 박사와 하이드》등의 걸작을 발표하였다.

### 결혼 생활

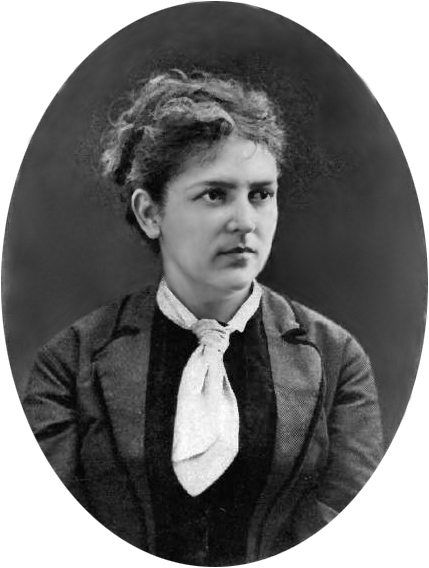
아내 패니 오스본(1876년)

1876년에 파리에서 자기보다 11세 연상인 미국인 여자 패니 오스본을 만났다. 1878년 그는 그녀를 따라 샌프란시스코로 갔다. 다음 해인 1879년 그녀가 전 남편으로부터 이혼하자 스티븐슨은 그녀와 결혼을 한다. 1880년에 귀국하였다가 다음 7년동안 스티븐슨 부부는 유럽의 여러 곳을 다닌다. 그의 건강을 회복하는 데, 공기의 변화가 필요했다. 1887년에는 미국으로 다시 이주하여 뉴욕주 사라나크 호의 요양소로 들어갔다.

### 사모아에서의 일생
건강이 악화되자, 요양을 위해 스티븐슨은 자신의 부인과 양아들, 그리고 과부가 된 어머니와 함께 1888년 6월에 미국의 샌프란시스코를 떠나 6년간 남태평양을 여행한다. 결국 그는 그 중에서 당시 독일 제국의 식민지배 하에 있던 사모아에 정착하기로 결정하고 사모아의 아피아 근처에 있는 숲에 큰 집을 지었다. 그는 경작자가 되었고, 섬의 정세에 관련된 활동을 시작하였다. 그의 포용력은 사모아인들의 인정을 얻었다. 1894년 12월 3일에 뇌일혈로 발작을 일으켜 별세하였다. 추장들은 스티븐슨을 사모아인들 사이에서 성지로 여겨지던 바에아 산의 정상에 안장하였고, 그의 묘비에는 그의 시 《레퀴엠》이 새겨져 있다. 거기에는 이렇게 적혀있다.
여기 그가 애타게 기다려온 곳에 누워있다. 뱃사람이 바다에서 고향집에 돌아오듯. 그리고 사냥꾼이 산에서 집으로 돌아오듯.

## 갤러리

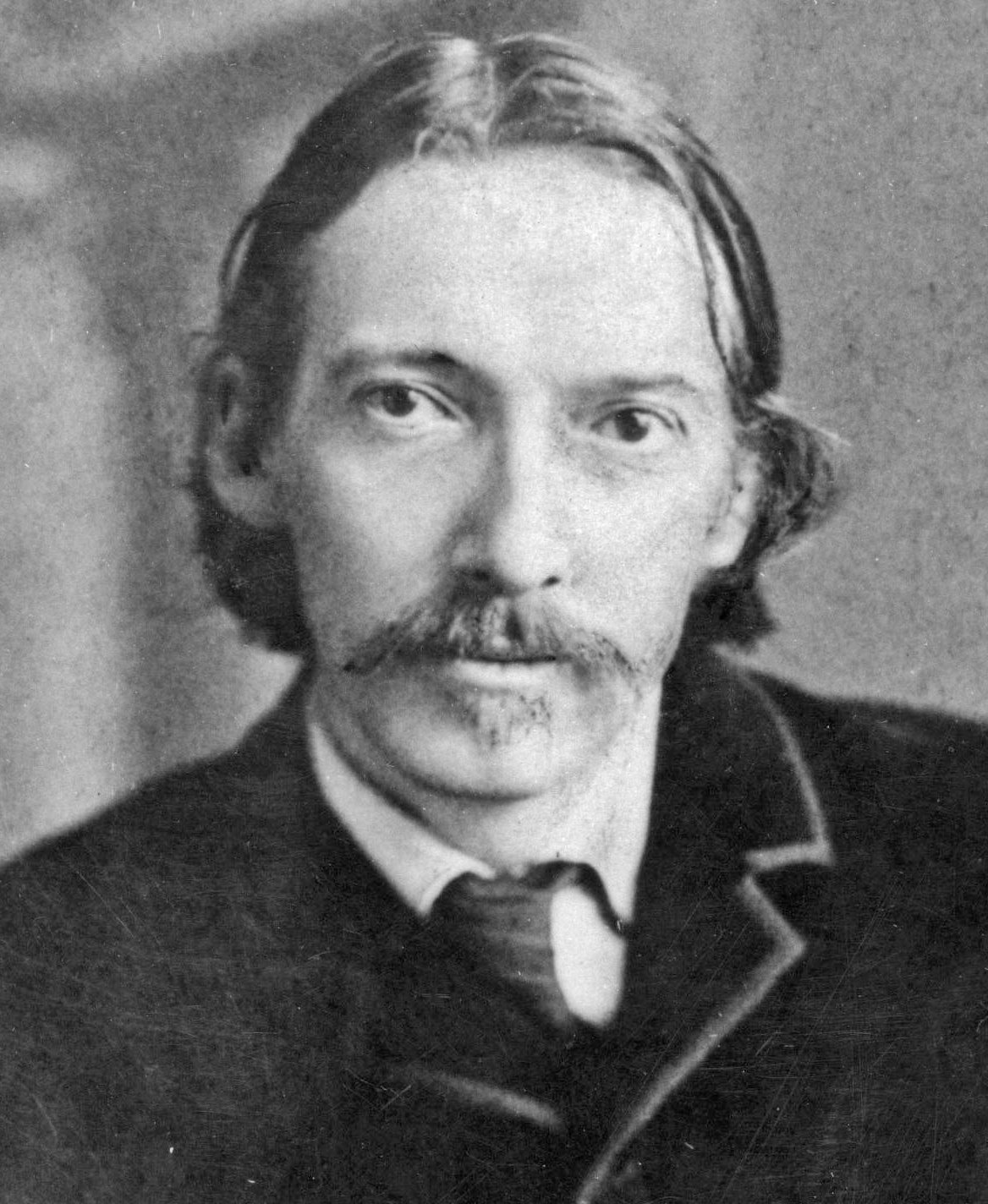
얼굴 사진(1870년대)
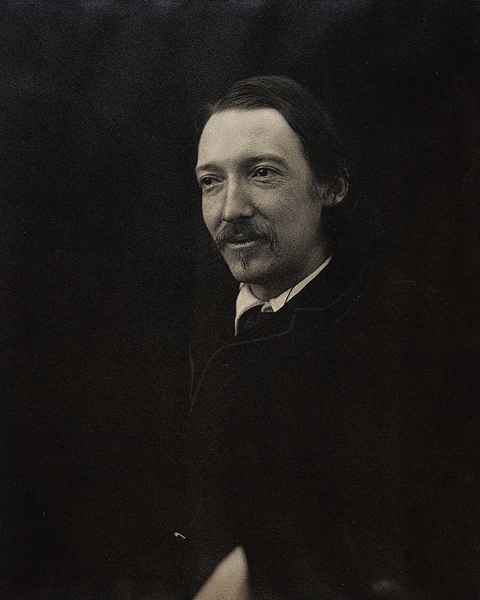
사진(1885년)
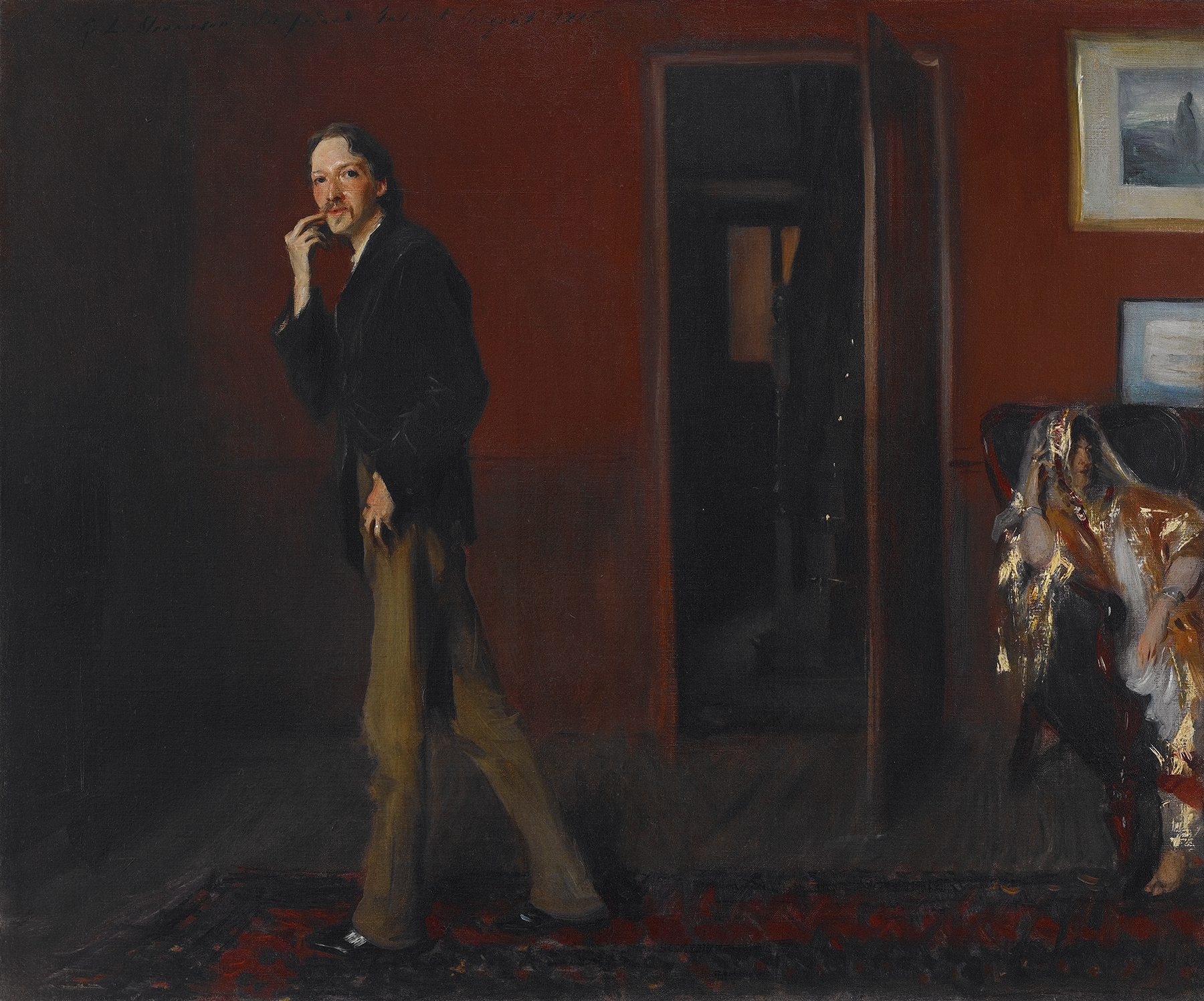
초상화(1885년)
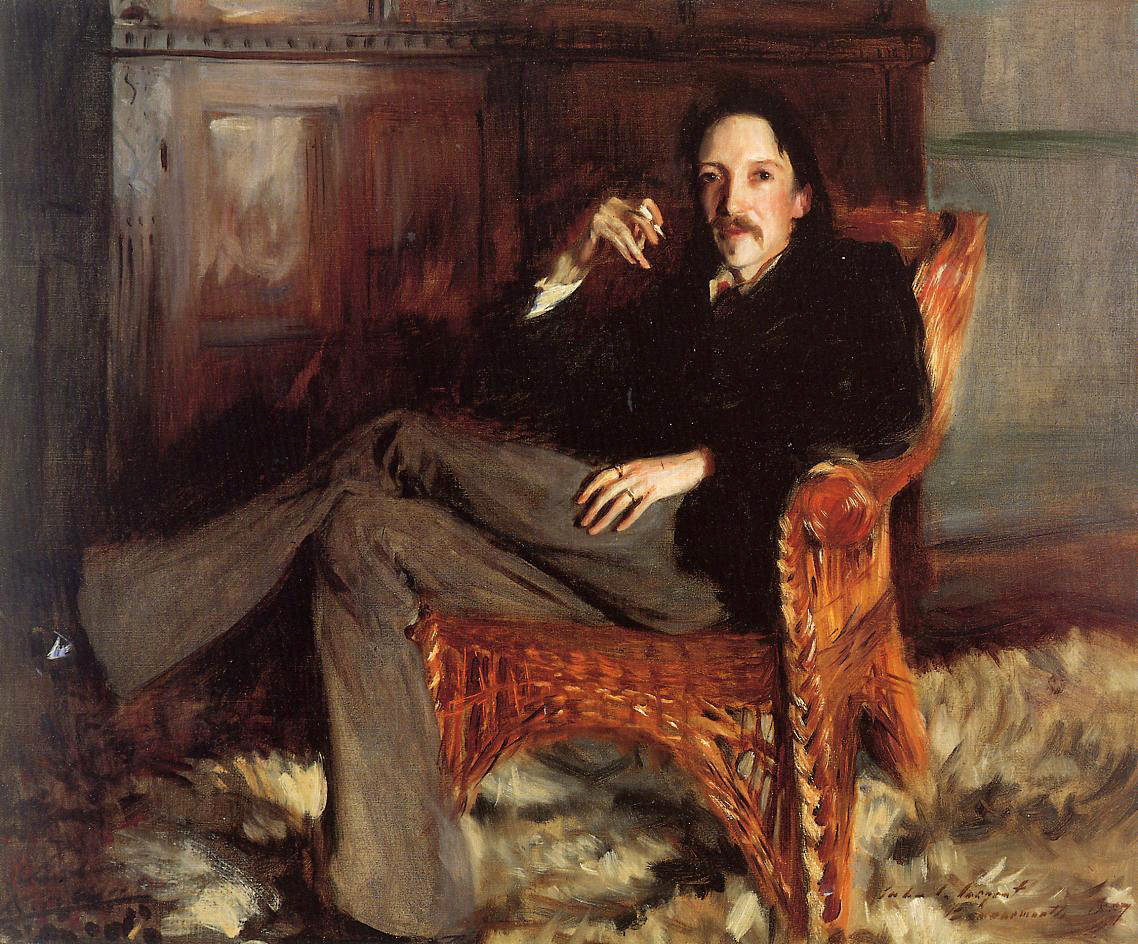
초상화(1887년)
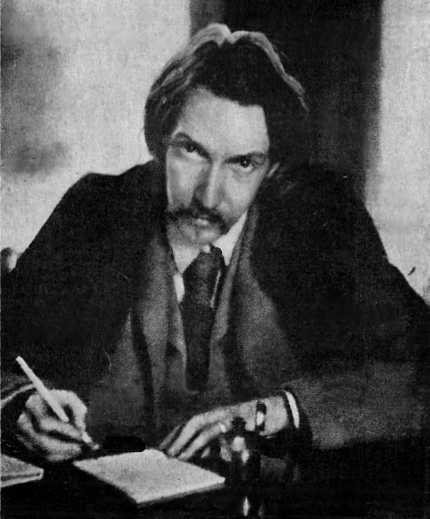
사진(1888년)
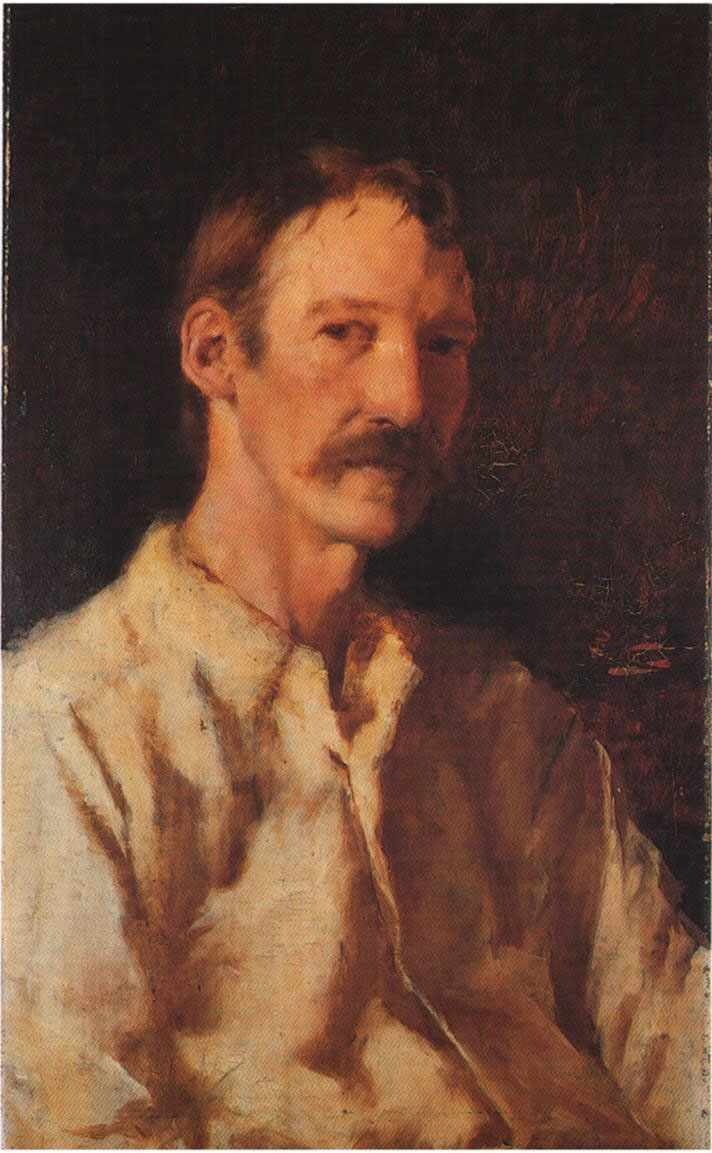
초상화(1892년)

## 작품
- 보물섬 Treasure Island (1883년)
- Prince Otto (1885년)
- The Black Arrow:A Tale of the Two Roses (1884년)
- 지킬 박사와 하이드 씨 The Strange Case of Dr. Jekyll and Mr. Hyde (1886년)
- Kidnapped (1886년)
- Memories and Portraits (1887년): 스티븐슨은 스코틀랜드인과 영국인의 특성을 비교하면서 각각이 주일을 특색있게 지켰고, 각자의 요리문답의 특성도 비교하였는데, 웨스트민스터 소요리문답의 첫번째 질문은 " 사람의 가장 주된 목적은 무엇입니까" 라고 묻는 반면, 영국인의 요리문답은 "당신의 이름은 무엇입니까" 라고 묻는 것임을 알아내었다.[2]
- The Master of Ballantrae (1889년)
- The Wrong Box (1889년) - 로이드 오스본과 공저.
- The Wrecker (1892년) - 로이드 오스본과 공저.
- Catriona (1893년)
- The Ebb Tide (1894년) - 로이드 오스본과 공저.
- Weir of Hermiston (1896년) - 미완성.